# Oceretne, Kremeneț
Oceretne (în ucraineană Очеретне) este un sat în comuna Usteciko din raionul Kremeneț, regiunea Ternopil, Ucraina.

## Demografie
Componența lingvistică a localității Oceretne
     Ucraineană (99,78%)
     Alte limbi (0,22%)
Conform recensământului din 2001, majoritatea populației localității Oceretne era vorbitoare de ucraineană (99,78%), existând în minoritate și vorbitori de alte limbi.